# Пертика-Басса
Пертика-Басса (итал. Pertica Bassa) — коммуна в Италии, в провинции Брешиа области Ломбардия.
Население составляет 711 человек (2008 г.), плотность населения составляет 24 чел./км². Занимает площадь 30 км². Почтовый индекс — 25070. Телефонный код — 0365.
В коммуне 15 августа особо празднуется Успение Пресвятой Богородицы.

## Демография
Динамика населения:

## Администрация коммуны
- Официальный сайт: http://www.comune.perticabassa.bs.it/ Архивная копия от 4 сентября 2010 на Wayback Machine